# Piotr Murdzia
Piotr Murdzia (né le 20 février 1975 à Gdańsk) est un maître international et solutionniste d'échecs polonais.
Piotr Murzia a remporté huit fois le championnat du monde de solutions de problèmes d'échecs (2002, 2005, 2006, 2008, 2009, 2012, 2013 et 2018), ce à quoi s'ajoutent dix titres par équipes avec la Pologne (de 2009 à 2018). Il est également neuf fois champion d'Europe de solutions (2006, 2008, 2009, de 2011 à 2014, 2016, 2017 plus le titre par équipes en 2009, 2013, 2014, 2015 et 2017).
Il est grand maître international de résolution de problèmes d'échecs depuis 2002.